# Honda CB 125 T
La Honda CB 125 T (ou « Twin » pour son moteur bicylindre) est un modèle de moto produit par Honda à partir de 1977 et jusqu'en 1988, et qui est considérée à sa sortie comme la moto de 125 cm3 4 temps la plus performante de sa génération.

## Histoire
La Honda CB 125 T fut présentée pour la première fois en 1976 à Paris, et fut très bien accueillie par la presse spécialisée, gagnant ainsi une très bonne réputation parmi les motos de 125 cm3. Elle fut même considérée comme la moto de 125 cm3 la plus performante.
L'objectif de Honda, premier constructeur mondial de moto, était de proposer un modèle de moto de 125 cm3 avec un moteur 4 temps plus performants que les motos concurrentes à moteur 2 temps, pour un prix équivalent (soit 6 000 francs environ).
Plusieurs solutions techniques utilisées sur les Honda RCB de 1976, victorieuses en championnat du Monde d’endurance, telles que le tendeur de chaîne de distribution, ou encore la cinématique de boîte de vitesses, ont été reprises sur la Honda CB 125 T.

## Accueil

### Position de conduite
La position de conduite de la moto est dans son ensemble appréciée des utilisateurs, cependant les commandes au pied sont jugées trop en avant par certains, et la pédale de frein est trop haute et non réglable. Il n'y a aucun problème à poser les pieds par terre, étant donné les petites dimensions de la moto. Le guidon à cintre plat permet un bon contrôle de la moto.

### Accessoires
L'antivol est critiqué par les utilisateurs : en effet, l'oubli de la clé dans le barillet de celui-ci provoque la casse lorsque l'on tourne le guidon de la moto. De plus, l'antivol est mal placé, peu solide et se grippe facilement d'après les utilisateurs.
Environ la moitié des utilisateurs aurait préféré une commande du starter placée au niveau du tableau de bord plutôt qu'à côté des deux carburateurs. D'ailleurs, un totalisateur journalier ainsi qu'un témoin de pression d'huile au tableau de bord de la moto aurait été appréciable selon les utilisateurs. L'absence d'un coupe-contact au niveau des commodos est déplorée. L'installation électrique toujours en 6 volts est décevante.
La présence d'une béquille centrale est un point positif mais l'absence d'une béquille latérale est très mal perçue par les utilisateurs. Le pare-boue avant est esthétiquement réussi, à défaut de protéger efficacement le moteur et les pieds du pilote des éclaboussures. Les platines en aluminium poli sont appréciées dans l’esthétique de la moto.

### Moteur
Le comportement du moteur de la CB 125 T est moins évident à maîtriser : à bas de régime il semble peu puissant, mais au-delà de 6 000 tr/min le moteur monte lentement en régime jusqu'à atteindre les 10 000 tr/min pour les dépasser très vite puis entrer dans la zone rouge et approcher les 13 000 tr/min, sans que cela ne semble nuire au moteur. En circulation urbaine, le moteur demande plus d'expérience pour le maîtriser puisqu'il reste très creux, il faut rester à des régimes assez élevés. La modification du pignon de sortie boite d'origine de 15 dents, à 14 dents, permet de corriger la transmission très longue d'origine, sans modifier la vitesse pointe. Il reste cependant sensible aux paramètres extérieurs tels qu'un vent de face ou une route en pente.

### Freinage
Le frein avant, constitué d'un disque simple à actionnement mécanique, dispose d'une bonne progressivité mais est dur à actionner et peu efficace par rapport à un frein avec commande hydraulique. En revanche, le frein arrière qui est un tambour freine bien mieux mais a tendance à bloquer la roue.

### Tenue de route
En conduite solo, la tenue de route permet une conduite agressive lorsque la moto est équipée de bons pneus, malgré une suspension arrière avec des amortisseurs « minables ». En revanche, en conduite avec passager, la garde au sol devient trop réduite et la tenue de route se dégrade ainsi fortement.

## Versions

### CB 125 T
Produite de mars 1977 à mai 1978, la première version de Honda CB 125 T inaugure le design « Eurostyle » : le réservoir se prolonge élégamment par les caches latéraux, comme on le retrouvera sur les modèles Honda 250 et 400N, et les 750 et 900 « Bol d’Or » notamment. Le moteur bicylindre possède un pot d'échappement distinct pour chacun des deux cylindres, les échappements sont délicatement relevés. Enfin, les cale-pieds passagers se fixent sur deux platines en aluminium. Elle est disponible en plusieurs coloris de peinture : rouge, orange, gris, bleu et noir.
En revanche, le frein avant à disque ne possède qu’une commande par câble et non hydraulique, le circuit électrique n’est qu’en 6 volts, le tableau de bord ne contient pas de totaliseur partiel (ou aussi appelé compteur journalier) ni de voyant d’huile, et n'est pas pourvue de béquille latérale (disponible seulement en option pour près de 500 francs).

### CB 125 T2
Produite de mai 1978 à décembre 1982, la Honda CB 125 T2 est lancée pour répondre aux modèles des marques concurrentes que sont la Yamaha RDX et la Suzuki GT. La version T2 est équipée de nouvelles jantes à 5 branches nommées « Comstar », ainsi qu'un nouvel étrier de frein avant plus efficace. De plus, à partir de 1981, une nouvelle décoration et un nouveau coloris blanc est désormais disponible, tandis que la couleur orange disparaît.

### CB 125 TD
Produite de janvier 1983 à mai 1988, la Honda CB 125 TD est désormais équipée d'un démarreur électrique, mais aussi d'un frein avant à disque hydraulique, plus efficace que l'ancien système à câble, et d’un circuit en 12 volts (la tension de 6 volts a souvent été reprochée aux versions précédentes). La carrosserie est également changée : un gabarit plus « adulte », de nouvelles jantes, un phare principal carré et un couvre culasse plus anguleux. Malheureusement, à la suite de la nouvelle législation en France de mars 1980, qui limite la cylindrée des motos conduites par les jeunes de 16 ans à 80 cm3, cette nouvelle version ne rencontre pas le succès escompté, désormais destinée seulement aux automobilistes.

### CB 125 TD-J

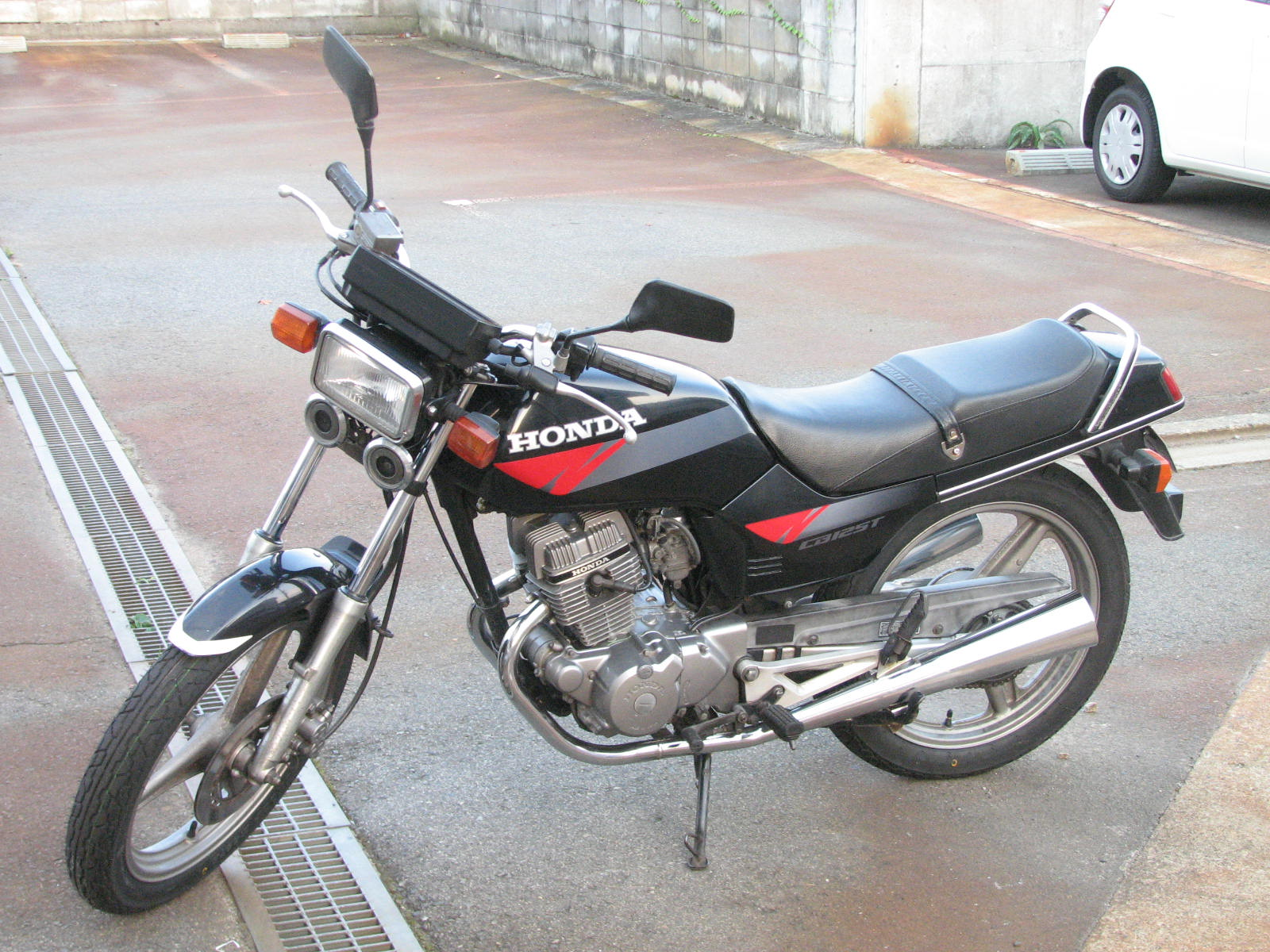
Une Honda CB 125 TD.

Produite à partir de juin 1988, la Honda CB 125 TD « J » est une version plus sage de ses prédécesseures avec une puissance ramenée à 15 ch (équipée de deux carburateurs à dépression). Elle quitte la gamme Honda France en 1989.

## Postérité
Depuis 1995, la firme chinoise Chunlan, spécialisée dans la fabrication de motos copiées des modèles Honda, continue de fabriquer des modèles proches de CB 125 TDJ, dont la CL125-2, sur la base des plans Honda. L’importateur pour la France est la société Sidam.